# Acanthocephalus benthamianus
Acanthocephalus benthamianus là một loài thực vật có hoa trong họ Cúc. Loài này được Regel mô tả khoa học đầu tiên năm 1882.